# Музей истории медицины Земмельвейса
Музей истории медицины Земмельвейса (венг. Semmelweis Orvostörténeti Múzeum), Музей истории медицины имени Земмельвейса — венгерский музей, основанный в 1956 году.
Музей располагается в Будапеште. Он создан в доме, в котором родился доктор Игнац Земмельвейс. Экспозиция музея охватывает  вехи развития венгерского здравоохранения и основные этапы истории медицины в Европе. Она содержит инструменты и графические иллюстрации, которые помогают составить представление об истории медицины недалекого прошлого.

## История

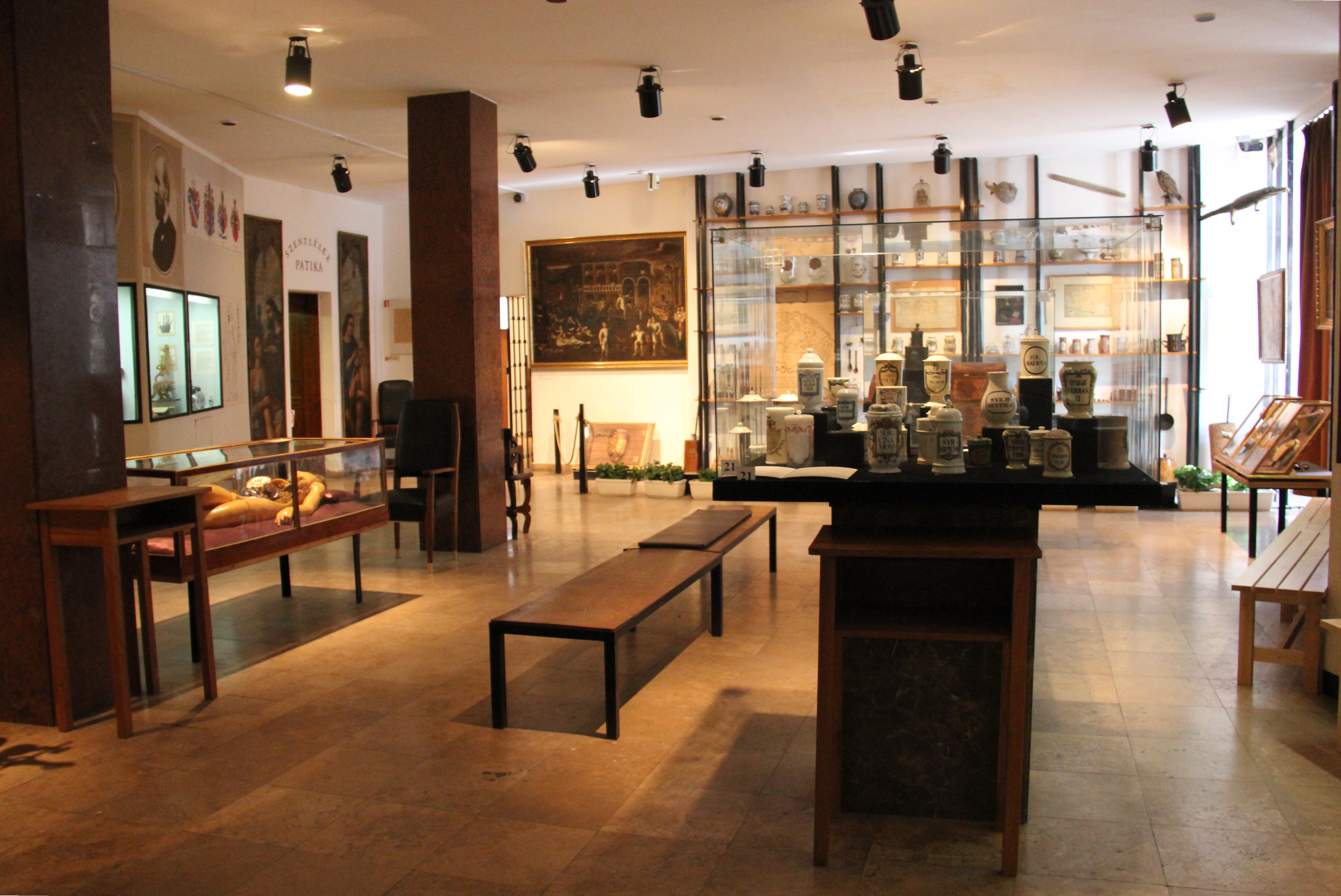
Экспозиция музея

Музей размещается в построенном в XVIII веке в стиле барокко особняке Яноша Майндля — памятнике истории, науки и культуры. В этом здании в 1818 году родился доктор Игнац Земмельвейс.
Музей основан в 1965 году в результате многолетней подготовительной работы. Коллекция музея входит в число крупнейших медицинских собраний Европы. Её составляет большое собрание медицинских инструментов и приборов, зубные протезы, очки и пенсне разнообразных форм, муляжи органов человека, мумии, скелеты и их фрагменты. Часть экспозиции посвящена источникам термальной лечебной воды и бальнеологическим лечебницам Будапешта.
В мемориальном зале для обозрения выставлены личные вещи и документы Земмельвейса, произведения искусства, связанные с его именем, и другие предметы, знакомящие с биографией и научно-практической деятельностью выдающегося венгерского медика.